# Жовтець закручений
Жовтець закручений (Ranunculus circinatus) — вид рослин родини жовтецеві (Ranunculaceae), поширений у Європі, Алжирі, Марокко, Казахстані.

## Опис
Пагони від 10 до 100(120) см завдовжки. Співвідношення довжин листа і міжвузля 1:3. Листки прості, чергові, огортають стебло, сидячі або з коротким (2–7 мм) черешком. Листова пластинка 0.7–1.4 см в діаметрі, від округлої до напівкруглої форми, багаторазово перисто-розсічена (кінцеві частини листової пластинки розглянутих видів називаємо «сегментом»), з рівними довжинами середньої та бічних частин листа; сегменти закінчуються 4–7 щетинками. Згідно з нашими даними, число кінцевих сегментів в весняний період становить 40–60, в літній період збільшується до 90–180 і до осені їх число знижується до 40–70. Всі сегменти розташовуються в горизонтальній площині перпендикулярно стеблу. При вийманні з води листова пластинка не злипається в пензлик.
Квітконіжка значно довша від листя, згинається після цвітіння, її довжина на час плодоношення 5–10 см. Квітки двостатеві, з подвійною оцвітиною, від 1 до 2 см в діаметрі. Чашечка з 5 вільних світло-зелених чашолистків, 3–6 мм довжиною, що опадають при плодах. Двокольоровий віночок з 5 білих матових пелюсток (9.3 ± 0.6 мм довжиною) з жовтою плямою в основі. Плід — багатогорішок, який складається з 24–50 голих або щетинистих (після дозрівання плодів щетинки швидко відмирають і заповнюються повітрям) поперечно зморшкуватих, нерівнобічних горішків, без облямівки, опуклих, оберненояйцеподібної форми, 1–2 мм завдовжки й 1–2 мм завширшки. Форма носика у горішків мінлива, як в межах виду, так і в окремої особини.

## Поширення
Поширений у Європі, Алжирі, Марокко, Казахстані.
Ця багаторічна рослина зростає у стоячій або дуже повільній воді, найчастіше в озерах, затоплених гравійних шахтах, млявих потоках і річках, каналах і канавах. Зазвичай росте на глибині 1–3 м у багатих та помірно-збагачених водах; зростає на мілкій воді тільки якщо вона не висохне влітку.

## Галерея

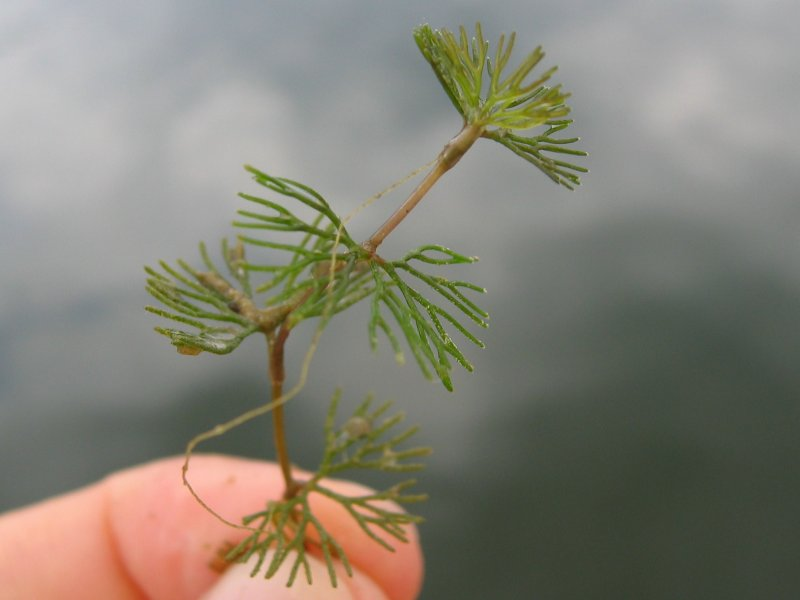
листя
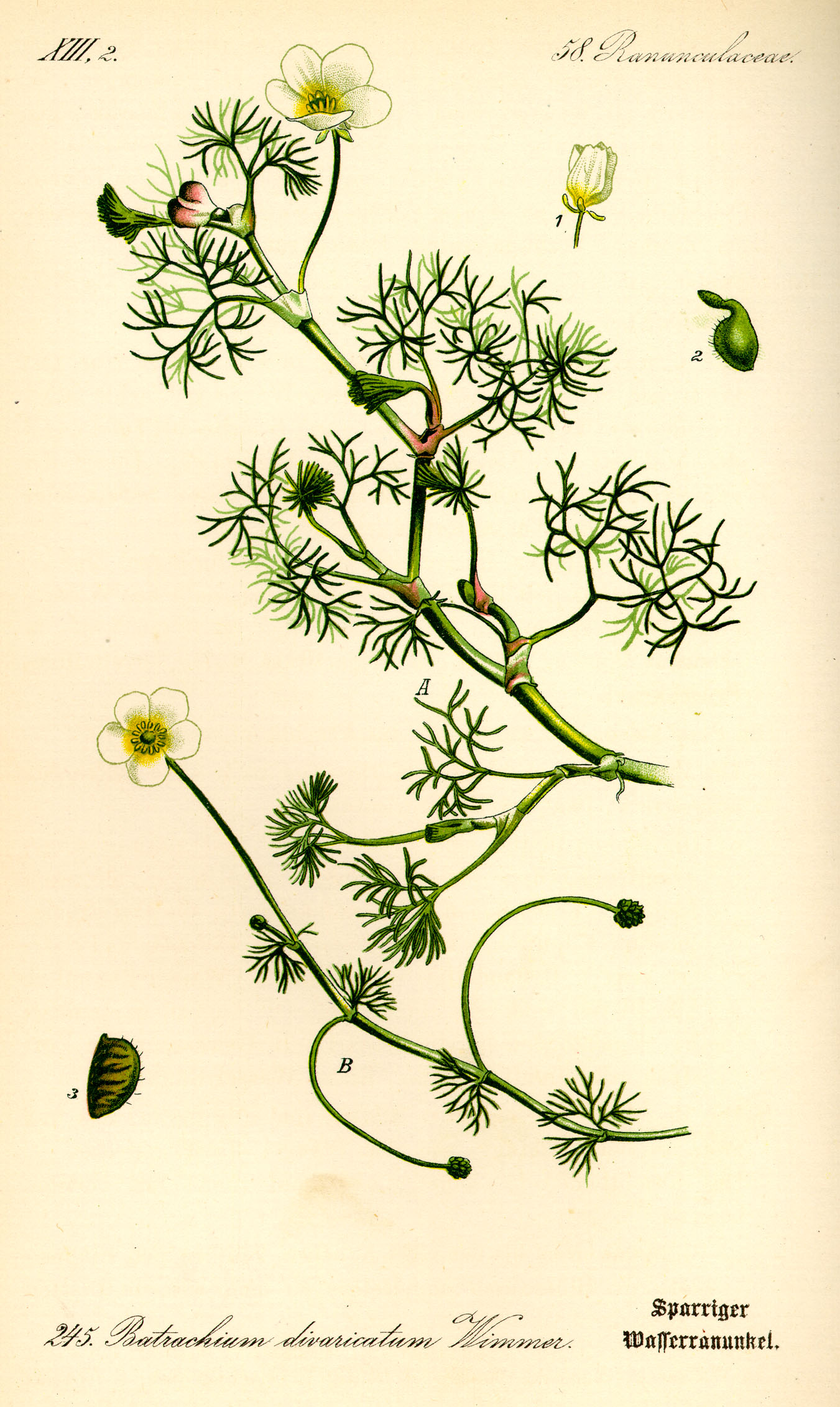
ілюстрація